# Шантал Андере
Жаклин Шантал Фернандес Андере (на испански: Jacqueline Chantal Fernández Andere), по-известна като Шантал Андере (на испански: Chantal Andere), е мексиканска актриса и певица. По света е известна с участията си в теленовели. Дъщеря е на актрисата Жаклин Андере и режисьора Хосе Мария Фернандес Унсайн.

## Биография
На 16-годишна възраст е дебютът ѝ като актриса в тийнейджърската теленовела Dulce desafío. През 1990 г. участва в Un rostro en mi pasado, продуцирана от Ернесто Алонсо, а на следващата година участва в теленовелата Madres egoístas, продуцирана от Хуан Осорио. В същата година стартира кариерата си на певица. Въпреки големите си вокални качества, Шантал не продължава да се занимава с музика, предпочитайки актьорството. Превръща се в символ на подлите си героини от теленовелите, в които се превъплъщава, например Бедни роднини, Рафаела, Маримар, Узурпаторката и други. През 2009 г. участва, отново в отрицателна роля, в теленовелата Капризи на съдбата, продуцирана от Карла Естрада. През 2012 – 2013 г. участва в теленовелата Жената от Вендавал. През 2015 г. се завръща с теленовелата По-скоро мъртва, отколкото Личита, превъплъщавайки се отново в главна отрицателна героиня.

## Творчество

### Теленовели
- Кадифе: Новата империя (2025) – Бланка Моралес
- Графът: Любов и чест (2024) – Хосефина де Самбрано
- Проклатието (2023 – 2024) – Долорес Сарагоса
- Моето богатство е да те обичам (2021 – 2022) – Констанса Роблес
- Parientes a la fuerza (2021) – Летисия де Крус
- Трябваше да си ти (2018) – Лоренса Москона Елорса де Фернандес
- Обичаният (2017) – Хустина Самперио
- По-скоро мъртва, отколкото Личита (2015 – 2016) – Сандра Мадариага
- Жената от Вендавал (2012 – 2013) – Октавия Котийя вдовица де Ернандес
- Рафаела (2011) – Мирея Вивал де Баес
- Капризи на съдбата (2009) – Ракел Албенис Сермиенто де Кастелар
- Дестилирана любов (2007) – Минерва Олмос де Монталво
- Прегради пред любовта (2005 – 2006) – Манола Линарес де Самора
- Истинска любов (2003) – Антония Моралес
- Другата (2002) – Бернарда Саенс (млада)
- Натрапницата (2001) – Ракел Хункера Брито
- Деветата заповед (2001) – Клара Дуран (млада)
- Коледна песен (1999 – 2000) – Беатрис де Родригес Кодер
- Отвъд... узурпаторката (1998) – Естефания Брачо
- Узурпаторката (1998) – Естефания Брачо де Монтеро
- Чужди чувства (1996 – 1997) – Леонор де ла Уерта
- Акапулко, тяло и душа (1995 – 1996) – Айде Сан Роман
- Маримар (1994) – Анхелика Нарваес де Сантибаниес
- Бедни роднини (1993) – Алба Савала
- Madres egoístas (1991) – Кармен Ледесма Ариага
- Un rostro en mi pasado (1989 – 1990) – Мариела Видал
- Dulce desafío (1988 – 1989) – Ребека Сентено

### Сериали
- S.O.S.: Sexo y otros secretos (2008) – Наталия
- Cancionera (2004)
- Diseñador de ambos sexos (2001) – Фабиола Монтемайор де Шринер

### Кино
- Un corazón para dos (1990)

### Театър
- La fierecilla tomada (2014 – 2015)
- La Güera Rodríguez (2010)
- Cena de matrimonios (2010)
- Víctor Victoria
- Cabaret
- Amor sin barreras
- Una pareja con ángel
- La pandilla (1987)
- Blancanieves y los siete enanos (1986)

### Дискография
- Tentaciones (1995)
- Chantal (1992)
- Regresa (1990)

## Награди и номинации
Награди TVyNovelas
| Година | Категория                                | Теленовела                        | Резултат   |
| ------ | ---------------------------------------- | --------------------------------- | ---------- |
| 2016   | Най-добра актриса в поддържаща роля      | По-скоро мъртва, отколкото Личита | Номинирана |
| 2012   | Най-добра актриса в отрицателна роля     | Рафаела                           | Номинирана |
| 2008   | Най-добра актриса в отрицателна роля     | Дестилирана любов                 | Печели     |
| 2004   | Най-добра актриса в отрицателна роля     | Истинска любов                    | Номинирана |
| 1999   | Най-добра актриса във второстепенна роля | Узурпаторката                     | Номинирана |
| 1997   | Най-добра актриса в отрицателна роля     | Чужди чувства                     | Печели     |
| 1995   | Най-добра актриса в отрицателна роля     | Маримар                           | Номинирана |
| 1994   | Най-добра актриса в отрицателна роля     | Бедни роднини                     | Номинирана |
| 1992   | Най-добра млада актриса                  | Madres egoístas                   | Номинирана |
| 1990   | Най-добро женско откритие                | Dulce desafío                     | Номинирана |
| 1990   | Най-добра актриса с дебют                | Dulce desafío                     | Печели     |

Награди Bravo
| Година | Категория                            | Теленовела               | Резултат |
| ------ | ------------------------------------ | ------------------------ | -------- |
| 2008   | Най-добра актриса в отрицателна роля | Дестилирана любов        | Печели   |
| 2002   | Най-добра актриса в комедия          | Diseñador de ambos sexos | Печели   |

Театрални награди на ACPT
| Година | Категория                   | Спектакъл            | Резултат |
| ------ | --------------------------- | -------------------- | -------- |
| 2014   | Най-добра актриса в комедия | La fierecilla tomada | Печели   |
| 2010   | Най-добра актриса в комедия | La Güera Rodríguez   | Печели   |
| 2007   | Най-добра актриса           | Víctor Victoria      | Печели   |